# Ernst Holtz

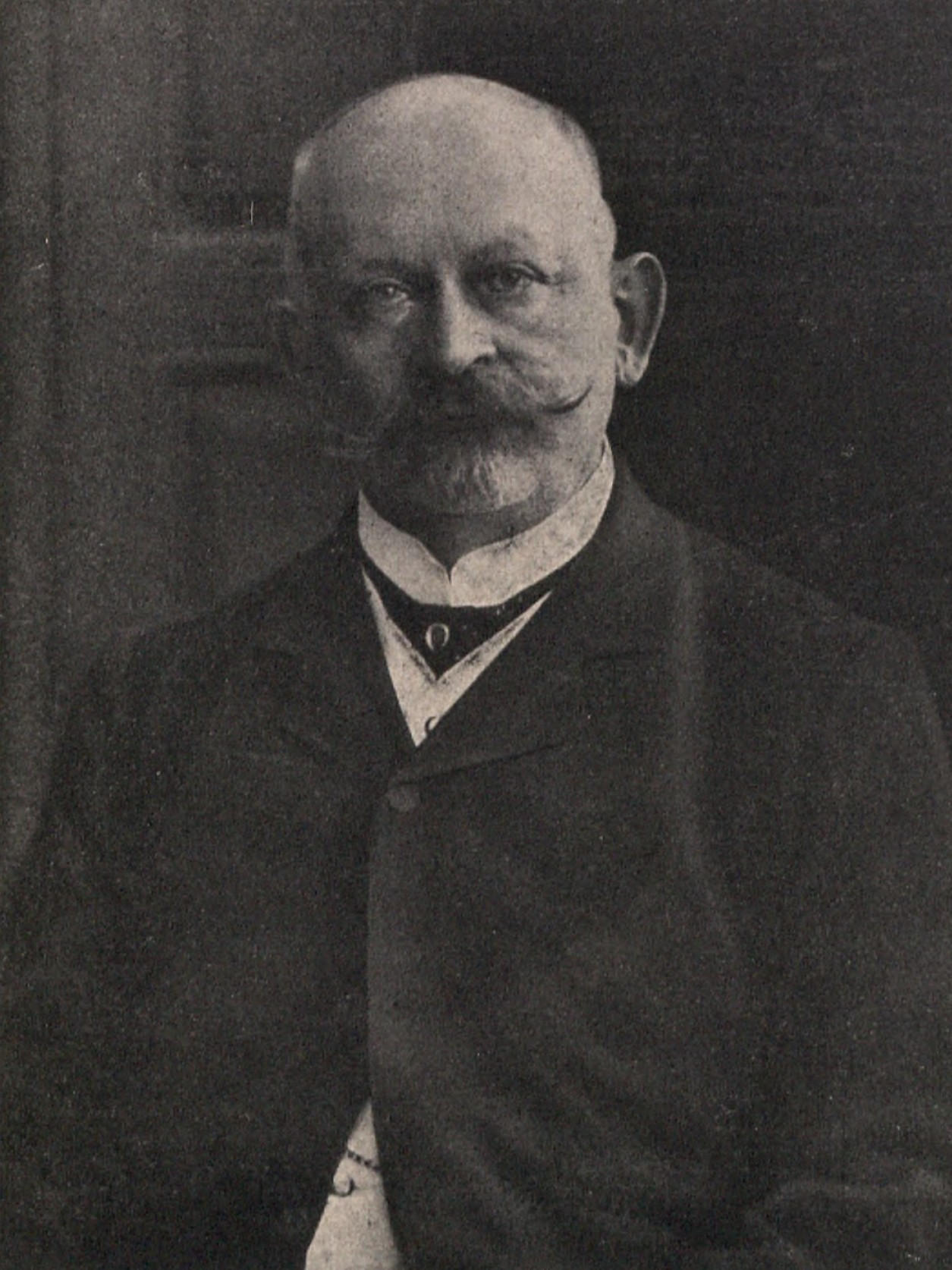
Ernst Holtz (1907)

Ernst Holtz (* 27. Juli 1854 in Renz auf Rügen; † 25. Juli 1935 in Potsdam) war ein preußischer Verwaltungsjurist. In der Provinz Schlesien war er Landrat und Regierungspräsident.

## Leben
Ernst Holtz studierte an der Ruprecht-Karls-Universität Heidelberg und der Königlichen Universität zu Greifswald Rechtswissenschaft. 1873 wurde er Mitglied des Corps Guestphalia Heidelberg und des Corps Pomerania Greifswald. 1876 legte er das Referendarexamen ab. Seit 1879 im Verwaltungsdienst, war er Referendar an den Regierungen in Stralsund und Stettin. Ab 1883 als Assessor bei der Regierung in Oppeln tätig, wurde er 1884 zum Landrat im Landkreis Kattowitz gewählt. Ab 1886 war er zudem Mitglied des Provinziallandtags. 1897 wurde er zum Oberregierungsrat und Stellvertreter des Regierungspräsidenten in Stettin ernannt. 1898 erfolgte seine Berufung als Hilfsarbeiter in das preußische Ministerium des Innern. Dort wurde er später zum Vortragenden Rat ernannt.
1900 wurde er Regierungspräsident von Oppeln. 1907 wechselte er als Unterstaatssekretär in das preußische Innenministerium zurück. 1914 wurde er Präsident der preußischen Oberrechnungskammer und des Rechnungshofes des Deutschen Reiches.

## Ehrungen
- Charakter als Geheimer Regierungsrat, 1899
- Charakter als Wirklicher Geheimer Rat, 1914
- Ehrenbürger der Stadt Kattowitz, 1907
- Ehrenbürger der Stadt Oppeln, 1907
- Roter Adlerorden 2. Klasse mit Stern
- Kronen-Orden 2. Klasse mit Stern
- Kommentur I. Klasse des Friedrichs-Ordens
- Eisernes Kreuz am weißen Bande
- Landwehr-Dienstauszeichnung 1. Klasse
- Sankt-Stanislaus-Orden 1. Klasse mit Stern
- Osmanje-Orden 2. Klasse mit Stern
- Ehrenmitglied des Corps Guestphalia Heidelberg[3]